# Arches-Sternhaufen
Der Arches-Sternhaufen ist der dichteste bekannte Sternhaufen in der Milchstraße und befindet sich etwa 100 Lichtjahre entfernt vom Zentrum unserer Galaxie  im Sternbild Schütze und damit von dessen supermassiven Schwarzen Loch.
Aufgrund der extrem starken optischen Extinktion durch Staub in dieser Region ist der Sternhaufen im visuellen Bereich unsichtbar und nur in den Röntgen-, Infrarot- und Radiofrequenzbereichen erkennbar. Der Sternhaufen selbst ist weniger als 2,5 Millionen Jahre alt. Seine massereichsten Sterne besitzen etwa die 120-fache Masse der Sonne, die kleinsten sind etwa 0,08 Sonnenmassen schwer. Der Radius des Sternhaufens ist etwa 1,5 Lichtjahre, worin etwa 15.000 junge, sehr heiße Sterne enthalten sind. Viele davon sind wesentlich größer und massiver als unsere Sonne und leben aufgrund ihrer extremen Helligkeit und Energieumsatzes von ihrem Wasserstoffvorrat nur ein paar Millionen Jahre. Eine Folge davon ist der hohe Anteil von schweren Elementen im Haufen, der durch frühere Sternengenerationen erzeugt worden ist. Der Sternhaufen enthält auch heißes Gas, welches nach außen fließt und durch Kollision zwischen den massiven und sehr schnellen Sonnenwinden der Sterne produziert wird.